# Leonera
Leonera è un film del 2008 diretto da Pablo Trapero.
È stato presentato in concorso al 61º Festival di Cannes.
La protagonista, Martina Gusmán, anche produttrice esecutiva, per la sua interpretazione ha vinto svariati premi internazionali.

## Palmarès
- 2009 - Torino Gay & Lesbian Film Festival
  - Miglior lungometraggio